# Inzlingen
Inzlingen è un comune tedesco di 2 500 abitanti, situato nel land del Baden-Württemberg.